# Юнацький чемпіонат Європи з футболу (U-18) 1998
Чемпіонат Європи з футболу серед юнаків віком до 18 років 1998 року — пройшов на Кіпрі з 19 по 26 липня. Переможцем стала збірна Ірландії, яка у фіналі перемогла збірну Німеччини по пенальті 4:3 (основний та додатковий час завершились унічию 1:1).

## Учасники
- Хорватія
- Кіпр (господар)
- Англія
- Німеччина
- Литва
- Португалія
- Ірландія
- Іспанія

## Груповий етап

### Група A
| Збірна     | І | В | Н | П | ГЗ | ГП | РГ | О |
| ---------- | - | - | - | - | -- | -- | -- | - |
| Німеччина  | 3 | 2 | 0 | 1 | 11 | 4  | +7 | 6 |
| Португалія | 3 | 2 | 0 | 1 | 5  | 2  | +3 | 6 |
| Іспанія    | 3 | 2 | 0 | 1 | 5  | 6  | –1 | 6 |
| Литва      | 3 | 0 | 0 | 3 | 2  | 11 | –9 | 0 |

| 19 липня | Литва      | 1–7 | Німеччина  |
|          | Іспанія    | 2–1 | Португалія |
| 21 липня | Португалія | 2–0 | Литва      |
|          | Німеччина  | 4–1 | Іспанія    |
| 23 липня | Португалія | 2–0 | Німеччина  |
|          | Іспанія    | 2–1 | Литва      |

### Група B
| Збірна   | І | В | Н | П | ГЗ | ГП | РГ | О |
| -------- | - | - | - | - | -- | -- | -- | - |
| Ірландія | 3 | 2 | 0 | 1 | 8  | 3  | +5 | 6 |
| Хорватія | 3 | 2 | 0 | 1 | 8  | 5  | +3 | 6 |
| Англія   | 3 | 2 | 0 | 1 | 3  | 4  | –1 | 6 |
| Кіпр     | 3 | 0 | 0 | 3 | 1  | 8  | –7 | 0 |

| 19 липня | Ірландія | 5–2 | Хорватія |
|          | Англія   | 2–1 | Кіпр     |
| 21 липня | Хорватія | 3–0 | Кіпр     |
|          | Англія   | 1–0 | Ірландія |
| 23 липня | Хорватія | 3–0 | Англія   |
|          | Ірландія | 3–0 | Кіпр     |

## Матч за 3-тє місце
| 26 липня 1998 |

| Португалія | 0 – 0    | Хорватія |
| ---------- | -------- | -------- |
|            |          |          |
|            | Пенальті |          |
|            | 4–5      |          |

| Ларнака |

## Фінал
| 26 липня 1998, 20:45 |

| Ірландія | 1 – 1    | Німеччина |
| -------- | -------- | --------- |
|          |          |           |
|          | Пенальті |           |
|          | 4–3      |           |

| Ларнака |

| Чемпіон Європи 1998 |
| ------------------- |
| Ірландія 1-й титул  |

## Кваліфікація на Чемпіонат світу
Шість найкращих збірних кваліфікувались на Молодіжний чемпіонат світу 1999 року.
- Хорватія
- Англія
- Німеччина
- Португалія
- Ірландія
- Іспанія